# The Ancient Bow
The Ancient Bow è un cortometraggio muto del 1912 diretto da Rollin S. Sturgeon.

## Produzione
Il film fu prodotto dalla Vitagraph Company of America.

## Distribuzione
Distribuito dalla General Film Company, il film - un cortometraggio in una bobina - uscì nelle sale cinematografiche statunitensi il 21 agosto 1912. Nel Regno Unito, venne distribuito il 30 novembre 1912.